# Чисталёв, Вениамин Тимофеевич
Вениами́н Тимофе́евич Чисталёв (Ти́ма Вень) (коми Тима Вень; 8 октября 1890, Помоздино, Вологодская губерния — 13 октября 1939, Сыктывкар) — коми советский писатель, поэт, педагог и переводчик. Классик коми литературы.

## Биография
Родился в селении Помоздино Усть-Сысольского уезда Вологодской губернии, неподалёку от Усть-Кулома, в семье волостного писаря. Окончив начальную школу, он поступил в Деревянскую второклассную школу (лицей), по окончании которого собрался отправиться в Тотьму, чтобы продолжить получать образование, однако сделать этого ему не удалось. В 1908 году, после сдачи экзамена на звание народного учителя, Чисталёв начал преподавать коми язык в школе в Пожеге. Позже он составил русско-коми словарь, букварь на коми языке и книгу «Растения и деревья» (коми «Быдманторъяс») для школы. Не получив одобрения своей инициативы и не добившись выхода составленных им книг в печать, Чисталёв оставил школу и устроился, по примеру отца, волостным писарем.
В 1915 году Чисталёв был призван в ряды русской армии. Вскоре после Февральской революции, заставшей его в Киеве, он вернулся в Помоздино, где занялся учительской деятельностью, а также собирательством коми фольклора и написанием стихов, рассказов, очерков, зарисовок и лирических этюдов.
В 1918 году Чисталёв примкнул к коми литературной организации «Коми комиссия» и стал её активным членом. Будучи убеждённым интернационалистом и сторонником Октябрьской революции, писатель считал, что главными задачами организации являются борьба с шовинизмом, распространение революционных идей и, в первую очередь, внедрение культуры, образования, письменности в среду коми. С этой целью он занимался переводами произведений Гейне, Байрона и финского писателя Юхани Ахо, творчеством которого Чисталёв увлекался с 1923 года. Кроме того, он переводил произведения российских авторов: Гоголя, Толстого, Фонвизина.
В начале 1920-х годов писатель работал в коми Госиздате, занимаясь редакцией книг других авторов. В этот период им были написаны поэма «1919 год», рассказы «Печальное утро», «В голодный год», «Под свет лучины», посвящённые тематике Гражданской войны в России. В 1927 году, к десятилетию Октябрьской революции, Чисталёв издал поэмы «У мавзолея Ленина» и «В дни преображения земли». В конце 1920-х годов «На чьей стороне — мы», рассказы «Один… из тринадцати миллионов» и «Трипан Вась».
Начиная с 1930-х годов, Чисталёв стал считаться признанным лидером среди коми литераторов. Он был членом Союза писателей СССР, одним из делегатов Первого Всесоюзного съезда советских писателей в 1934 году в Москве и съезда писателей Севера в 1936 году в Архангельске. После этого он занялся подготовкой материалов для нового произведения, посвящённого истории коми народа, однако осуществить свои планы ему не удалось. 27 ноября 1937 года Чисталёв был арестован по обвинению в «буржуазном национализме» и «контрреволюционной деятельности». 13 октября 1939 года он скончался в сыктывкарской тюремной больнице, куда был переведён из тюрьмы в связи с заболеванием. Место захоронения писателя неизвестно.
На протяжении почти 20 лет творчество Чисталёва находилось под запретом, и лишь в 1956 году Секретариатом правления Союза советских писателей СССР по представлению Союза писателей Коми АССР была создана комиссия по литературному наследству Чисталёва, реабилитировавшая его и его творчество. С тех пор и по сегодняшний день был издан ряд сборников произведений писателя.

## Избранные произведения

Вениамин Чисталёв у лиственницы, росшей возле его дома

Стихотворения
- «Родной земле» (1921)
- «Муха и комар» (1916)
- «Где-то в зелёной траве» (1917)
- «Зимняя ночь» (1918)
- «Весенняя ночь» (1920)
- «Поднимусь, посмотрю» (1921)
- «Конец лета» (1922)
- «Ощущение утра и вечера» (1925)
- «Мои слова»
- «Вновь ушел на север вьюжный»
- «Рождение песни»
- «Кузнецы»
- «Слышите»
- «Молодость другу»
- «Половодье»

Поэмы
- «Девичье горе» (1920)
- «У могилы Ленина» (1927)
- «В дни преображения земли» (1927)
- «На чьей стороне — мы»

Рассказы
- «Трипан Вась» (1929)

Поэтические миниатюры
- «На лесозаготовках»
- «На сплаве»
- «Сплав леса»

Повести
- «Один... из тринадцати миллионов»

Агитпьесы
- «Первое мая»

## Память о Чисталёве
В селе Помоздино расположена улица Чисталёва.
Помоздинской средней школе присвоено Чисталёва, около школы стоит памятник писателю.
К 100-летию поэта в 1990 году в селе Помоздино, по адресу: ул. Чисталёва, д. 1, рядом с домом, где родился поэт, был открыт литературный музей. На доме, где родился Вениамин Чисталёв (ул. Чисталева, д. 2), была установлена мемориальная доска с надписью «Таӧ керкаас чужлiс, олiс да уджалiс В.Т.Чисталёв (Тима Вень), коми гижысь 1890 – 1937 воясӧ» («В этом доме родился, жил и работал Вениамин Тимофеевич Чисталёв, коми писатель в 1890 – 1937 годах»).
С 1990 года Коми республиканский колледж культуры носит имя В.Т. Чисталёва.